# P-adische norm
De {\displaystyle p}-adische norm, gedefinieerd voor elk priemgetal {\displaystyle p}, is een gegeneraliseerde absolute waarde op de rationale getallen anders dan de gewone absolute waarde en de triviale absolute waarde. Het belang van de {\displaystyle p}-adische norm ligt in de introductie van p-adische getallen. Volgens de stelling van Ostrowski is elke gegeneraliseerde absolute waarde op de rationale getallen equivalent met de gewone absolute waarde, de triviale, of een {\displaystyle p}-adische norm.

## Definitie
Als gevolg van de hoofdstelling van de rekenkunde zijn er bij een gegeven priemgetal {\displaystyle p} voor elk rationaal getal {\displaystyle q} gehele getallen {\displaystyle t,n} en {\displaystyle a} zo, dat:
{\displaystyle q=p^{a}\cdot {\frac {t}{n}}}
en {\displaystyle t} en {\displaystyle n} niet door {\displaystyle p} kunnen worden gedeeld.
De {\displaystyle p}-adische norm van {\displaystyle q\neq 0} is dan gedefinieerd als:
{\displaystyle \|q\|_{p}=p^{-a}}
Daarnaast is
{\displaystyle \|0\|_{p}=0}
Bij elk rationaal getal {\displaystyle q} zijn er priemgetallen {\displaystyle p_{1},\ldots ,p_{n}} en gehele getallen {\displaystyle a_{1},\ldots ,a_{n}} zo, dat:
{\displaystyle q=p_{1}^{a_{1}}\cdot \ldots \cdot p_{n}^{a_{n}}}.
Dus is voor {\displaystyle k=1,\ldots ,n}
{\displaystyle \|q\|_{p_{k}}=p_{k}^{-a_{k}}}
en voor ieder ander priemgetal {\displaystyle p}:
{\displaystyle \|q\|_{p}=1}

### Voorbeelden
- De getallen ... −2, −1, 1, 2, 3, 4, 6, ... die niet door 5 kunnen worden gedeeld, hebben de 5-adische norm 50 = 1.
- De getallen ... −10, −5, 5, 10, 15, 20, 30, ... zijn deelbaar door 5, maar niet door 25 en hebben dus de 5-adische norm {\displaystyle 5^{-1}={\tfrac {1}{5}}}.
- De getallen ... −50, −25, 25, 50, 75, 100, 150, ... hebben de 5-adische norm {\displaystyle 5^{-2}={\tfrac {1}{25}}}.
- {\displaystyle \left|\left|{\frac {7}{250}}\right|\right|_{5}=5^{3}=125}, vanwege de factor {\displaystyle 5^{3}} in de noemer.
- Voor {\displaystyle x={\tfrac {63}{550}}=2^{-1}\cdot 3^{2}\cdot 5^{-2}\cdot 7\cdot 11^{-1}} geldt:

{\displaystyle \|x\|_{2}=2,\|x\|_{3}={\tfrac {1}{9}},\|x\|_{5}=25,\|x\|_{7}={\tfrac {1}{7}},\|x\|_{11}=11}
{\displaystyle |x|_{p}=1} voor alle andere priemgetallen {\displaystyle p}.
- Cauchyrijen

Het hangt af van de gebruikte metriek of een rij al dan niet een cauchyrij is, .
De reeks {\displaystyle 1+5+5^{2}+5^{3}+\ldots +5^{n}+\ldots } is normaal niet convergent, maar in de 5-adische norm wel. De som van de eerste {\displaystyle n} termen is
{\displaystyle {\frac {1-5^{n}}{1-5}}=-{\frac {1}{4}}+{\frac {5^{n}}{4}}}.
De 5-adische norm van de laatste term is {\displaystyle 5^{-n}}. De 5-adische limiet van deze reeks is gelijk aan {\displaystyle -{\frac {1}{4}}}.

### Niet-archimedisch
De {\displaystyle p}-adische normen hebben een sterkere ongelijkheid dan de driehoeksongelijkheid:
{\displaystyle \|x\pm y\|_{p}\leq \max(\|x\|_{p},\|y\|_{p})}
Een ultrametriek wordt door een dergelijke ongelijkheid bepaald. De bijbehorende metriek is dus een ultrametriek.
Uit deze ongelijkheid volgt meteen dat {\displaystyle \|nx\|_{p}\leq \|x\|_{p}} met {\displaystyle n\in \mathbb {N} }. Men zegt in dit verband dat de p-adische norm niet-archimedisch is. Een belangrijk gevolg hiervan betreft de convergentie van oneindige reeksen. In {\displaystyle \mathbb {Q} _{p}}, en meer algemeen in elke complete ruimte met een niet-archimedische norm, is een oneindige reeks alleen dan convergent als haar algemene term naar nul gaat. Dit staat in schril contrast met de situatie in {\displaystyle \mathbb {R} }, waar de grens tussen convergente en divergente reeksen veel moeilijker te trekken valt.

## Eigenschappen
{\displaystyle \|q\|_{p}\geq 0}
{\displaystyle \|q\|_{p}=0\Rightarrow q=0}
{\displaystyle \|-q\|_{p}=\|q\|_{p}}
{\displaystyle \|qr\|_{p}=\|q\|_{p}\|r\|_{p}}
{\displaystyle \|q+r\|_{p}\leq \|q\|_{p}+\|r\|_{p}}
{\displaystyle \|q+r\|_{p}\leq \max(\|q\|_{p},\|r\|_{p})}

## Metriek
De {\displaystyle p}-adische norm induceert op {\displaystyle \mathbb {Q} } een {\displaystyle p}-adische metriek, een ultrametriek, door de afstandsfunctie met isometrische translaties
{\displaystyle d_{p}(a,b)=\|a-b\|_{p}}
Beschouwen we de zo geconstrueerde 5-adische metriek, dan convergeert in {\displaystyle \mathbb {Q} } de rij {\displaystyle (1,5,5^{2},5^{3},5^{4},\ldots )} naar 0, terwijl de rij {\displaystyle (1,{\tfrac {1}{2}},{\tfrac {1}{4}},{\tfrac {1}{8}},\ldots )} weliswaar begrensd is, maar geen cauchyrij is, want voor alle {\displaystyle n} is:
{\displaystyle d_{5}\left({\tfrac {1}{2^{n}}},{\tfrac {1}{2^{n+1}}}\right)=\left\|{\tfrac {1}{2^{n+1}}}\right\|_{5}=1}